# Kajagoogoo
A Kajagoogoo (IPA: kædʒəˈguːguː) angol új hullámos (new wave) együttes volt. Elődje az 1978-ban alakult Art Nouveau volt. 1981-ben az énekes Limahl csatlakozásakor váltottak nevet. Leghíresebb számuk a Too Shy. Ez a dal több országban is első helyezést ért el a slágerlistákon, és annyira kiemelkedő sikert jelent az együttes történetében, hogy szokás miatta az együttest „egyslágeres előadónak” tartani. 1985-ben feloszlottak, majd 2007-től 2011-ig újból aktív volt a zenekar. Nick Beggs basszusgitáros egy 2017-es interjúban kijelentette, hogy már nem aktív a Kajagoogoo és szerinte nincs értelme tovább folytatni a projektet.

## Diszkográfia

### Stúdióalbumok
- White Feathers (1983)
- Islands (1984)
- Crazy Peoples Right to Speak (1984)
- Gone to the Moon (2008)